# Dydiowa
Dydiowa is een plaats in het Poolse district Bieszczadzki, woiwodschap Subkarpaten. De plaats maakt deel uit van de gemeente Lutowiska en telt 0 inwoners.